# Lecanora horiza
Lecanora horiza är en lavart som först beskrevs av Erik Acharius, och fick sitt nu gällande namn av Linds. Lecanora horiza ingår i släktet Lecanora och familjen Lecanoraceae.   Inga underarter finns listade i Catalogue of Life.